# Голяма Махиада
Голяма Махиада, Махиада или Махия (на турски: Mahya Dağı) (1031 m) е връх в европейската част на Турция, най-високият в Странджа.